# Berisso
Berisso là trung tâm của Berisso thuộc tỉnh Buenos Aires, Argentina, là một phần của khu đô thị Greater La Plata, có dân số khoảng 95.021 vào năm 2001.

## Dân cư
Berisso được thành lập bởi các dân nhập cư người Ý, đã được định cư bởi người Ý và dân nhập cư ở các nước châu Âu khác. Hầu hết dân Berisso đều có gốc Ý, Ukraina hoặc Ba Lan, nhưng cũng bao gồm các gốc Tây Ban Nha, Đức, Bồ Đào Nha, Ả Rập, Bungari, Croatia, Armenia, Slovakia, Ireland, Litva, Do Thái và Hy Lạp.
Do là "ngôi nhà" chung của nhiều dân tộc, Berisso còn được gọi là "Thủ phủ của người nhập cư." Berisso có một lễ hội được tổ chức vào tháng 9, gọi là "Lễ hội nhập cư."